# SS-Panzergrenadier-Regiment 4 „Der Führer“
Die SS-Standarte „Der Führer“, später (ab 1939) SS-Regiment „Der Führer“ und (ab 1941) SS-Panzergrenadier-Regiment 4 „Der Führer“, war ein militärischer Verband der Waffen-SS und an nahezu allen Fronten im Einsatz. Der Verband wurde bekannt für die am 10. Juni 1944 durch Regimentsangehörige begangenen Kriegsverbrechen von Oradour-sur-Glane.

## SS-Standarte / -Regiment „Der Führer“
Das spätere Regiment wurde nach dem Anschluss Österreichs an das Deutsche Reich im März 1938 als 3. SS-Standarte „Der Führer“ der SS-Verfügungstruppe unter dem Kommando von SS-Standartenführer Georg Keppler aufgestellt. Der Stab der Standarte und der I. Sturmbann waren in Wien stationiert, der II. Sturmbann in Graz und der III. Sturmbann in Klagenfurt. Aufgrund dessen kamen viele Soldaten der „Urformation“ des Regiments aus Österreich. Der erste Einsatz erfolgte während des Einmarsches in das Sudetenland und der Tschechoslowakei 1939. Während des Überfalls auf Polen befand sich das Regiment in Prag und wurde dann als Teil der SS-Verfügungsdivision im Dezember an den Westwall verlegt, wo es am Westfeldzug unter dem Befehl der 207. Infanterie-Division gegen die Niederlande teilnahm. Hier brach das Regiment durch die stark ausgebaute Grebbelinie während der Schlacht am Grebbeberg vom 11. bis 13. Mai 1940. Danach kehrte es nach Nordfrankreich zur Verfügungsdivision zurück und verblieb dort als Besatzung.

## SS-Panzergrenadier-Regiment 4 „Der Führer“
Es folgte die Umgliederung zu einem Panzergrenadier-Regiment (mit der Nummer 4) unter der SS-Division „Reich“. Beim Überfall auf die Sowjetunion nahm das Regiment anfangs unter Generaloberst Heinz Guderians Panzergruppe 2 an der Kesselschlacht um Kiew teil. Bei Kämpfen im Jelnja-Bogen, beim Vormarsch auf Moskau und vor allem während der Abwehrschlacht 1941/1942 wurde das Regiment in der Schlacht von Rschew nahezu komplett vernichtet. Nach dem Durchbruch starker sowjetischer Kräfte westlich Moskaus, die im Januar 1942 bis in den Rücken der Heeresgruppe Mitte vorgestoßen waren, befahl der Oberbefehlshaber der 9. Armee, General Walter Model, das Regiment unter Obersturmbannführer Otto Kumm an den Wolgabogen bei Rschew. Es sollte eine dünne Barriere halten, die eine Verbindung mit benachbarten Heeresverbänden sicherte. Von den 2000 Mann, die einen Monat lang sieben sowjetische Divisionen bei Temperaturen bis zu −52 Grad abwehrten, überlebten 35. Im Laufe des Jahres 1942 wurde das Regiment mit Genesenen und Rekruten neu aufgestellt. Nach der verlorenen Schlacht von Stalingrad wurde es 1943 an den Südflügel verlegt und half, diesen wieder zu stabilisieren. Im Sommer nahm es an der Schlacht um den Kursker Bogen teil und wurde ein zweites Mal aufgerieben.
Es folgte eine weitere Neuaufstellung in Südfrankreich, die noch nicht beendet war, als das Regiment 1944 an die Invasionsfront verlegt wurde. Während der Verlegung wurde durch 120 Angehörige der 3. Kompanie des I. Bataillons das Massaker bei Oradour-sur-Glane verübt. Am Offenhalten des Kessels von Falaise war das Regiment maßgeblich beteiligt, es erlitt dabei schwere Verluste. Bis zur Ardennenoffensive und während dieser erlitt das Regiment abermals schwere Verluste. Im Jahr 1945 wurde das Regiment an die Ostfront nach Ungarn verlegt, wo es an der Operation Frühlingserwachen teilnehmen sollte. Die Operation scheiterte, und das Regiment zog sich kämpfend durch Österreich (→ Wiener Operation) zurück. Dort ergab es sich nach der Kapitulation den US-Amerikanern.

## Besonderes
- Soldaten des Panzergrenadier-Regiments 4 „Der Führer“ trugen entsprechende Ärmelbinden und bis zum 10. Mai 1940 zusätzlich zur doppelten Sigrune des rechten Kragenspiegels eine untergestellte „3“ (im Spiegel als „ᛋᛋ3“ dargestellt). Im Mai 1940 wurde die Praxis der Sonderzeichen neben den Sigrunen aus Sicherheitsgründen aufgegeben.[2]
- Vor der Neuaufstellung 1942 meldete der damalige Kommandeur Otto Kumm dem Generalobersten Walter Model eine Gefechtsstärke von 35 Mann.
- Während der Neuaufstellung im Jahre 1942 wurde das III. Bataillon des Regiments mit gepanzerten Schützenwagen ausgestattet, galt also fortan als so genanntes gepanzertes Bataillon.
- 16 Soldaten des Regiments wurden mit dem Ritterkreuz ausgezeichnet, drei mit dem Eichenlaub zum Ritterkreuz und einer mit den Schwertern zum Eichenlaub.
- Aufgrund der schweren Verluste des Regimentes wurden zum Ersatz der Gefallenen im Laufe des Krieges vermehrt Volksdeutsche und Franzosen aus dem Elsass herangezogen. Zum Zeitpunkt des Massakers von Oradour war gut ein Drittel der Mannschaften Elsässer.

## Kommandeure
- SS-Standartenführer Georg Keppler, März 1938 bis Juli 1941
- SS-Obersturmbannführer Otto Kumm, Juli 1941 bis April 1943
- SS-Obersturmbannführer Sylvester Stadler, April 1943 bis Juni 1944
- SS-Obersturmbannführer Otto Weidinger, Juni 1944 bis Mai 1945